# Reinaert de vos (Stefan Glerum)
Reinaert de vos is een muurschildering in Amsterdam-West.
Bij de bouw van de portiekwoningen in de Bos en Lommerbuurt werd gekozen voor blinde muren als afsluiting van de woningblokken. Deze grijze blinde gevels werden met name in de eerste jaren van de 21e eeuw gezien als tekenen van somberheid en verval. Rond 2019 werd daarom besloten een aantal van die gevels op te vrolijken door muurschilderingen onder de gezamenlijke titel “De muren van West”. De gemeente Amsterdam en de Kallenbach Gallery ondersteunden het project. De eerste muurschildering werd in 2019/2020 gezet door Stefan Glerum. Hij gaf een toekomstige versie van Reinaert de Vos weer op een flat aan de Egidiusstraat met een zijgevel aan de Bos en Lommerweg (huisnummer 211). Deze flat staat er sinds 1949 en is ontworpen door Louis Göbel en Gerardus den Hertog. De schildering verwijst niet alleen naar de literaire verhandeling, maar ook naar de Reinaert de Vosstraat die even ten zuiden van de Bos en Lommerweg loopt.
De muurschildering geeft de indruk van een plaatje uit een stripboek.